# Acordo da Linha Vermelha

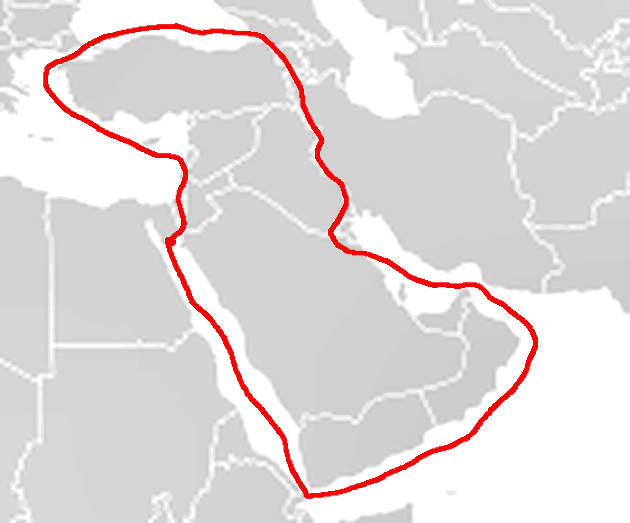
Representação aproximada do território compreendido sob acordo da linha vermelha.

O Acordo da Linha Vermelha (em inglês: Red Line Agreement), é um acordo firmado entre os sócios da petroleira Turkish Petroleum Company (TPC) em 31 de julho de 1928. O objetivo do acordo era formalizar a estrutura corporativa da TPC e vincular a todos os sócios una "cláusula de auto-denegação" que proibia a qualquer de seus acionistas perseguir de forma independente interesses petrolíferos além do território otomano. Marcou a criação de um monopólio petrolífero ou cartel, de imensa influência, que compreenda um vasto território. Este cartel foi o predecessor de outro cartel criado em 1960 a Organização dos Países Exportadores de Petróleo (OPEP).

## Companhias sócias
As Sete irmãs eram: a Standard Oil Company of New Jersey (Exxon), Standard Oil Company of New York (Socony, então Mobil, A qual finalmente se fusionaria com a Exxon), a Standard Oil Company of California (Socal, então Chevron), a Texas Oil Company (então Texaco, atualmente filial da Chevron), Gulf Oil (que logo se fusionaria com a Chevron), Anglo-Persian (hoje British Petroleum) e a Royal Dutch Shell.

## Pano de fundo
As origens deste acordo começam com a criação da Turkish Petroleum Company (TPC) em 1912. A TPC se formou como una joint venture entre uma filial da Royal Dutch Shell (25%), Deutsche Bank (25%), e o Banco Nacional da Turquia (50%), a fim de promover aa exploração e produção de petróleo dentro do Império Otomano. Em março de 1914, entretanto, o governo britânico conseguiu que se transferiria a participação do BNT (30%, do cual era propriedade do grão vizir otomano Calouste Gulbenkian) a Anglo-Persian Oil Company. Em junho de 1912, o grão vizir otomano prometeu a reconstituída TPC uma concessão para desenvolver campos de petróleo nas províncias otomanas de Bagdá e Mosul.